# كارل بيتر ليمان
كارل بيتر ليمان (بالسويدية: Carl Peter Lehmann)‏ هو فنان سويدي، ولد في 10 أكتوبر 1794 في كوبنهاغن في الدنمارك، وتوفي في 3 سبتمبر 1876 في سيغتونا في السويد.